# Obal
Obal (vitryska: Обаль, ryska: Obol’) är ett vattendrag i Belarus.   Det ligger i voblasten Vitsebsks voblast, i den norra delen av landet, 190 km nordost om huvudstaden Minsk.
I omgivningarna runt Obal växer i huvudsak blandskog. Runt Obal är det glesbefolkat, med 15 invånare per kvadratkilometer.